# Gherardo Gnoli
Gherardo Gnoli (Roma, 6 dicembre 1937 – Cagli, 7 marzo 2012) è stato uno storico delle religioni e iranista italiano.

## Biografia
Gherardo Gnoli è stato dal 1996 il presidente dell'Istituto Italiano per l'Africa e l'Oriente (IsIAO), istituto pubblico erede e continuatore dell'Istituto Italiano per il Medio ed Estremo Oriente (IsMEO), fondato nel 1933 da  Giovanni Gentile e Giuseppe Tucci, e dell'Istituto Italo-Africano (IIA), a sua volta fondato nel 1906 con il nome di "Istituto coloniale italiano" da esploratori, accademici e diplomatici italiani.
Già professore di filologia iranica all'Università degli Studi di Napoli "L'Orientale" (dal 1965 al 1993, e poi, nello stesso Ateneo, rettore dal 1971 al 1978) e di storia religiosa dell'Iran e dell'Asia centrale alla Sapienza Università di Roma (dal 1993 al 2008) nonché già presidente dello stesso IsMEO dal 1979 al 1995, Gherardo Gnoli è stato dal 1995 all'anno della sua morte anche il presidente della Società Italiana per la Storia delle Religioni.
Gherardo Gnoli è stato un iranista di fama internazionale, socio dell'Accademia dei Lincei, accademico di Francia, di Russia e di Ungheria, e membro d'onore della Société Asiatique di Parigi, dell'Ancient India and Iran Trust di Cambridge e dell'Institut de France.
Il suo nome è stato registrato al posto 318 nell'elenco degli appartenenti alla loggia massonica P2. Sempre dichiaratosi estraneo alla vicenda, il suo nome era nell'elenco privo di tessera, indirizzo o qualsiasi altro elemento rilevante, come risulta dagli Atti parlamentari. La sua posizione venne definitivamente archiviata, anche sul piano amministrativo, il 16 settembre 1981.
Era fratello dell'orientalista, sanscritista e indologo Raniero Gnoli.

## Opere scelte
- Le iscrizioni giudeo-persiane del Ġūr (Afghanistan), Serie Orientale Roma (SOR) 30, Roma, Istituto Italiano per il Medio ed Estremo Oriente (IsMEO), 1964.
- Ricerche storiche sul Sīstān antico, Reports and Memoirs n. 10, Roma, IsMEO, 1967.
- Zoroaster’s time and homeland. A study on the origins of Mazdeism and related problems, Series minor 7, Napoli, Istituto Universitario Orientale, 1980
  - edizione persiana: Zamān va zādgāh-e Zardošt. Pažuheš dar bāre-ye mazdāygari, trad. persiana di S.M.S. Sajjådi, Tehrån, Ågah, 2003, 325 pp.
- De Zoroastre à Mani. Quatre leçons au Collège de France, Travaux de l’Institut d’Études Iraniennes de l’Université de la Sorbonne Nouvelle 11, Parigi, 1985.
- The idea of Iran. An essay on its origin, SOR 62, Roma, IsMEO, 1989.
- Iran als religiöser Begriff im Mazdaismus, Rheinisch-Westfälische Akademie der Wissenschaften, Vorträge G 320, Opladen, Westdeutscher Verlag, 1993.
- Inventario delle iscrizioni sudarabiche, t. 2, Shaqab al-Manaṣṣa, Parigi, Académie des Inscriptions et Belles-Lettres; Roma, IsMEO, 1993.
- Zoroaster in History, Biennial Yarshater Lecture Series n. 2, University of California, Los Angeles (April 21-25, 1997), New York, Bibliotheca Persica Press, 2000.

Curatele e direzione scientifica
- La mort, les morts dans les sociétés anciennes, Parigi, Éditions de la Maison des Sciences de l’Homme, 1982, 505 pp. (con J.-P. Vernant).
- Mircea Eliade e le religioni asiatiche: atti del convegno sul tema (Roma, 22-23 aprile 1988), SOR 64, Roma, IsMEO, 1989, 172 pp.
- Il Manicheismo, 3 voll., Fondazione Lorenzo Valla, Milano, Mondadori, 2003-2008.
  - vol. 1: Mani e il Manicheismo, 2003.
  - vol. 2: Il mito e la dottrina. I testi manichei copti e la polemica antimanichea, 2006.
  - vol. 3: Il mito e la dottrina. Testi manichei dell’Asia Centrale e della Cina, 2008.
- La Persia e Bisanzio, Atti dei Convegni Lincei 201, Accademia Nazionale dei Lincei e Istituto Italiano per l’Africa e l’Oriente (Roma, 14-18 ottobre 2002), Roma, Accademia Nazionale dei Lincei, 2004, 970 pp. (con A. Carile, L. Cracco Ruggini, G. Pugliese Carratelli, G. Scarcia).